# Oakland Museum of California

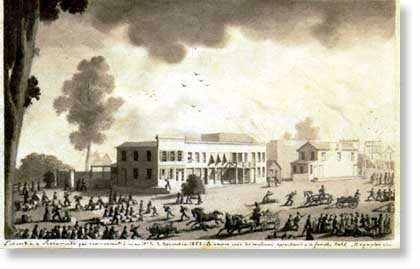
Una din picturile aflate permanent expuse la Oakland Museum of California - pictură de Hugo Wilhelm Arthur Nahl, 1852, The Fire in Sacramento

Oakland Museum of California, numit și Oakland Museum este un muzeu dedicat artei, istoriei si stiințelor naturale din statul California, aflat în orașul Oakland, statul  California,  Statele Unite ale Americii.
Inaugurat în 1969, muzeul a fost proiectat de arhitectul irlandezo-american Kevin Roche. Clădirea are trei nivele cu galerii, terase, grădini cu sculpturi și suprafețe acoperite de apă. Muzeul este singurul dedicat în exclusivitate statului California.
Oakland Museum of California se află la intersecția străzilor Oak și 10th Streets în zona centrală a orașului Oakland. Vizitatorii pot ajunge la muzeu folosind stația de metrou BART Lake Merritt, sau pot parca autovehiculele în garajul de sub clădire.
Orarul de vizitare este de miercuri pâna sâmbătă de la orele 10:00 la 17:00, iar duminica de la 12:00 la 17:00. În prima vinere a lunii, muzeul este deschis până la orele 21:00. Muzeul este închis lunea și marțea. Prețul biletului de intrare este $8, respectiv $5 pentru elevi, studenți, persoanele în vârstă și angajații orașului Oakland. În cea dea doua duminică a lunii, intrarea în muzeu este liberă.